# Schofield Barracks
Schofield Barracks är en armébas tillhörande USA:s armé och en census-designated place i Honolulu County på Hawaii, USA med cirka 14 428 invånare (2000). Schofield Barracks har enligt United States Census Bureau en area på totalt 7,1 km², allt är land.